# Belgioioso
Belgioioso är en ort och kommun i provinsen Pavia i regionen Lombardiet i Italien. Kommunen hade 6 209 invånare (2018).